# John Ebenezer Samuel de Graft-Hayford
Pour les articles homonymes, voir Graft (homonymie) et Hayford.
John Ebenezer Samuel de Graft-Hayford est né le 24 novembre 1912 au Royaume-Uni et mort le 28 novembre 2002 , est un militaire et a été le premier Ghanéen (en) à occuper le poste de chef d'état-major de l'aviation au Ghana. Il a également été le premier commandant indigène de l'armée de l'air en Afrique subsaharienne et a brièvement occupé le poste de chef d'état-major de la défense en 1962. Il était d'origine ghanéenne, hollandaise et allemande.

## Éducation
De Graft-Hayford est retourné au Ghana avec ses parents et la plus jeune sœur Mary Ruth Ernestina Edmondson (née Hayford) en 1914. Il a commencé sa scolarité en 1916 à l'école baptiste d'Accra. Entre 1916 et 1922, il a étudié dans un Pedagogium[Quoi ?] à Godesberg, en Allemagne. De 1925 à 1928, il a fréquenté l'Académie de Bellahouston et l'école publique d'Ibrox à Glasgow, en Ecosse, avant de s'inscrire à l'école baptiste collégiale d'Accra de 1929 à 1930.
Entre 1931 et 1939, il a enseigné divers cours d'infanterie et de formation de signes de l'armée, y compris la tachygraphie, la typographie et l'écriture de contes. Il a également été qualifié par l'intermédiaire du Regent Institute of Journalism. En 1941, après s'être remis d'une blessure à la mâchoire liée à la boxe, il a passé l'examen médical de la Royal Air Force et a suivi un cours d'officier non commissaire[Quoi ?] en 1943.
Il a ensuite suivi des études supérieures en tant qu'étudiant externe à l'Université de Londres, obtenant un diplôme d'économie inter-BSc[Quoi ?] en 1947 et un diplôme d'administration publique en 1951. En 1966, il a terminé son baccalauréat en économie. Le 7 février 1964, il a été élu membre de la Royal Economic Society.

## Carrière
La carrière de De Graft-Hayford a commencé dans l'administration publique, où il a servi en tant qu'employé de la deuxième division et plus tard en tant qu'assistant officiel Gazeteer[Quoi ?]. Il a également travaillé comme conférencier pour la radio ZOY.
De 1939 à 1948, il a servi dans l'armée, rejoignant le régiment de la Côte-d'Or puis la Royal African Frontalier (Force royale des frontières de l'Afrique de l'Ouest (en) (RWAFF)). Bien qu'il soit considéré comme trop vieux pour une commission d'infanterie, il s'est spécialisé dans les signes et la logistique, gagnant une commission en tant que lieutenant au Royal Army Service Corps en 1946. Il a servi en Afrique du Nord et au Royaume-Uni avant sa démobilisation en 1948.
En revenant au Ghana, Graft-Hayford a travaillé avec le Conseil de commercialisation du cacao de la Côte-d'Or de 1948 à 1953, jusqu'à devenir directeur général par intérim. Il a ensuite été rappelé par l'armée ghanéenne et nommé chef du 1er bataillon d'infanterie.
En 1962, il est devenu le chef d'état-major de l'air (en) et a brièvement occupé le poste de Chef d'état-major de l'armée de l'air ghanéenne (en) de la défense. Il a collaboré avec Hanna Reitsch, ancienne pilote personnel d'Adolf Hitler[réf. nécessaire], pour établir la première école nationale de glissement du Ghana sous l'administration de Kwame Nkrumah.
Après son retrait des forces armées en 1965, il a exercé diverses fonctions publiques, dont celui de président de la Brigade des travailleurs du Ghana et le Chef de la sécurité du Conseil de commercialisation du cacao du Ghana. Il a également été le premier président de la délégation ghanéenne à Amnesty International.

## Boxe
De Graft-Hayford était un boxeur professionnel de poids welters dans les zones urbaines, se battant sous le pseudonyme "The Chocolate Kid", en français : « Le garçon chocolat ». Il a remporté le Trophée Sir Arnold Hudson en 1935 et a remporté le championnat dans la catégorie de poids welter.
Entre 1974 et 1978, il a présidé le Conseil ghanéen de contrôle de la boxe, jouant un rôle clé dans l’émergence du Ghana dans la boxe internationale, y compris l’émergence du champion du monde David Kotey.

## Famille
De Graft-Hayford a épousé Phyllis de Graft-Hayford (née Stiff), qui a cofondé le premier centre d'aide aux enfants au Ghana. Le couple avait cinq enfants. Il avait aussi deux frères, le Dr Mark Davy-Hayford et Mary Ruth Ernestina Edmondson OBE[Quoi ?].
Son père, Rév. Mark Christian Hayford était un clerc de premier plan, tandis que sa famille élargie comprend des figures remarquables dans l'histoire du Ghana, comme les familles Casely Hayford et Brew.  

## Distinctions
- 1939-1945, Médaille de Décoration Territoriale l'Étoile
- 1953, Le Couronnement
- 1960, La Médaille de la République